# Jan Rosen

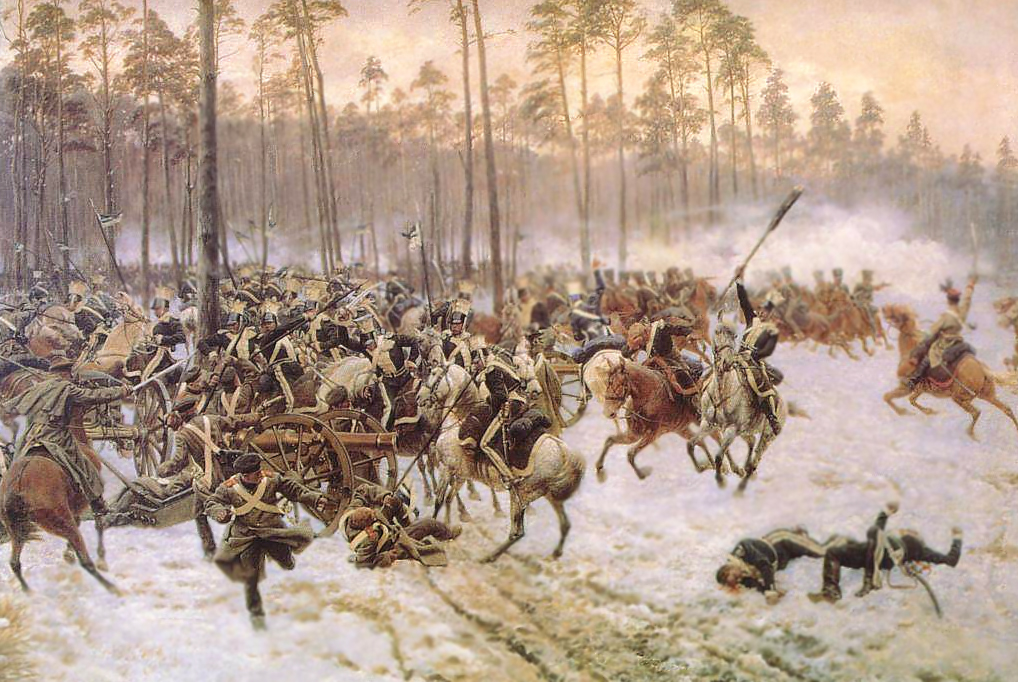
Schlacht bei Stoczek

Jan Rosen (* 1854 in Warschau; † 1936 ebenda) war ein polnischer Schlachtenmaler.

## Leben und Karriere
Jan Rosen entstammte einer jüdischen Familie, die zur evangelisch-augsburgischen Konfession konvertiert war. Schon als Jüngling lernte er Zeichnen in Dresden bei Heinrich Redlich und in Warschau bei Franciszek Kostrzewski. Später studierte er Malerei in München bei der Akademie der bildenden Künste und privat bei Józef Brandt, und an der École nationale supérieure des beaux-arts de Paris bei Jean-Léon Gérôme. Er wohnte auch in Lausanne. 
Sein Interesse galt vor allem der Schlachtenmalerei. Sein Bild „Heerparade in Warschau vor dem Großfürsten Konstantin 1824“ wurde vom Petersburger Hof erworben und brachte ihm 1891 die Berufung zum Hofmaler des Zaren. 
Erst 1921 siedelte er in Warschau an. Er wurde auf dem evangelisch-augsburgischem Friedhof in Warschau bestattet. 
Sein Sohn, der Maler Jan Henryk Rosen (* 25. Februar 1891 in Warschau; † 22. August 1982 in Arlington, USA) schuf Wandmalereien in der armenischen Kathedrale in Lemberg.